# قائمة قرارات مجلس الأمن التابع للأمم المتحدة لعام 2003
تتضمن قائمة قرارات مجلس الأمن التابع للأمم المتحدة لعام 2003 جميع القرارات الصادرة عن مجلس الأمن التابع للأمم المتحدة خلال العام 2003.

## القائمة
| رقم القرار | الرمز            | نص القرار                         | موضوع القرار |
| ---------- | ---------------- | --------------------------------- | --- |
| 1455       | S/RES/1455(2003) | نص الوثيقة على موقع الأمم المتحدة | التهديدات التي يتعرض لها السلام والأمن الدوليان الناجمة عن أعمال الإرهاب |
| 1456       | S/RES/1456(2003) | نص الوثيقة على موقع الأمم المتحدة | جلسة مجلس الأمن الرفيعة المستوى: مكافحة الإرهاب |
| 1457       | S/RES/1457(2003) | نص الوثيقة على موقع الأمم المتحدة | الحالة المتعلقة بجمهورية الكونغو الديمقراطية |
| 1458       | S/RES/1458(2003) | نص الوثيقة على موقع الأمم المتحدة | القرار الذي اتخذه مجلس الأمن بشأن الحالة السائدة في ليبيريا |
| 1459       | S/RES/1459(2003) | نص الوثيقة على موقع الأمم المتحدة | قرار مجلس الأمن بشأن نظام عملية كيمبرلي لإصدار شهادات منشأ الماس الخام [الإنجليزية] |
| 1460       | S/RES/1460(2003) | نص الوثيقة على موقع الأمم المتحدة | قرار مجلس الأمن بشأن مسألة حماية الأطفال المتأثرين بالصراعات المسلحة |
| 1461       | S/RES/1461(2003) | نص الوثيقة على موقع الأمم المتحدة | قرار مجلس الأمن بشأن لبنان |
| 1462       | S/RES/1462(2003) | نص الوثيقة على موقع الأمم المتحدة | قرار مجلس الأمن بشأن الحالة في جورجيا |
| 1463       | S/RES/1463(2003) | نص الوثيقة على موقع الأمم المتحدة | قرار مجلس الأمن بشأن الحالة في الصحراء الغربية |
| 1464       | S/RES/1464(2003) | نص الوثيقة على موقع الأمم المتحدة | قرار مجلس الأمن بشأن الحالة في ساحل العاج |
| 1465       | S/RES/1465(2003) | نص الوثيقة على موقع الأمم المتحدة | التهديدات للسلم والأمن الدوليين الناجمة عن الأعمال الإرهابية |
| 1466       | S/RES/1466(2003) | نص الوثيقة على موقع الأمم المتحدة | الحالة بين إثيوبيا وإريتريا |
| 1467       | S/RES/1467(2003) | نص الوثيقة على موقع الأمم المتحدة | انتشار الأسلحة الصغيرة والأسلحة الخفيفة وأنشطة المرتزقة: التهديدات التي تواجه السلام والأمن في غرب أفريقيا |
| 1468       | S/RES/1468(2003) | نص الوثيقة على موقع الأمم المتحدة | الحالة المتعلقة بجمهورية الكونغو الديمقراطية |
| 1469       | S/RES/1469(2003) | نص الوثيقة على موقع الأمم المتحدة | الحالة فيما يتعلق بالصحراء الغربية |
| 1470       | S/RES/1470(2003) | نص الوثيقة على موقع الأمم المتحدة | الحالة في سيراليون |
| 1471       | S/RES/1471(2003) | نص الوثيقة على موقع الأمم المتحدة | الحالة في أفغانستان |
| 1472       | S/RES/1472(2003) | نص الوثيقة على موقع الأمم المتحدة | الحالة بين العراق والكويت |
| 1473       | S/RES/1473(2003) | نص الوثيقة على موقع الأمم المتحدة | الحالة في تيمور الشرقية |
| 1474       | S/RES/1474(2003) | نص الوثيقة على موقع الأمم المتحدة | الحالة في الصومال |
| 1475       | S/RES/1475(2003) | نص الوثيقة على موقع الأمم المتحدة | الحالة في قبرص |
| 1476       | S/RES/1476(2003) | نص الوثيقة على موقع الأمم المتحدة | الحالة بين العراق والكويت |
| 1477       | S/RES/1477(2003) | نص الوثيقة على موقع الأمم المتحدة | المحكمة الجنائية الدولية لمحاكمة الأشخاص المسؤولين عن أعمال الإبادة الجماعية وغير ذلك من الانتهاكات الجسيمة للقانون الإنساني الدولي المرتكبة في إقليم رواندا والمواطنين الروانديين المسؤولين عن ارتكاب أعمال الإبادة الجماعية وغيرها من الانتهاكات المماثلة في أراضي الدول المجاورة بين 1 كانون الثاني/يناير و31 كانون الأول/ديسمبر 1994 |
| 1478       | S/RES/1478(2003) | نص الوثيقة على موقع الأمم المتحدة | الحالة في ليبيريا |
| 1479       | S/RES/1479(2003) | نص الوثيقة على موقع الأمم المتحدة | الحالة في ساحل العاج |
| 1480       | S/RES/1480(2003) | نص الوثيقة على موقع الأمم المتحدة | الحالة في تيمور الشرقية |
| 1481       | S/RES/1481(2003) | نص الوثيقة على موقع الأمم المتحدة | المحكمة الجنائية الدولية لمحاكمة الأشخاص المسؤولين عن الانتهاكات الجسيمة للقانون الإنساني الدولي المرتكبة في إقليم يوغوسلافيا السابقة منذ عام 1991 |
| 1482       | S/RES/1482(2003) | نص الوثيقة على موقع الأمم المتحدة | المحكمة الجنائية الدولية لمحاكمة الأشخاص المسؤولين عن أعمال الإبادة الجماعية وغير ذلك من الانتهاكات الجسيمة للقانون الإنساني الدولي المرتكبة في إقليم رواندا والمواطنين الروانديين المسؤولين عن ارتكاب أعمال الإبادة الجماعية وغيرها من الانتهاكات المماثلة في أراضي الدول المجاورة بين 1 كانون الثاني/يناير و31 كانون الأول/ديسمبر 1994 |
| 1483       | S/RES/1483(2003) | نص الوثيقة على موقع الأمم المتحدة | الحالة بين العراق والكويت |
| 1484       | S/RES/1484(2003) | نص الوثيقة على موقع الأمم المتحدة | الحالة المتعلقة بجمهورية الكونغو الديمقراطية |
| 1485       | S/RES/1485(2003) | نص الوثيقة على موقع الأمم المتحدة | الحالة فيما يتعلق بالصحراء الغربية |
| 1486       | S/RES/1486(2003) | نص الوثيقة على موقع الأمم المتحدة | الحالة في قبرص |
| 1487       | S/RES/1487(2003) | نص الوثيقة على موقع الأمم المتحدة | عمليات الأمم المتحدة لحفظ السلام |
| 1488       | S/RES/1488(2003) | نص الوثيقة على موقع الأمم المتحدة | الحالة في الشرق الأوسط |
| 1489       | S/RES/1489(2003) | نص الوثيقة على موقع الأمم المتحدة | الحالة المتعلقة بجمهورية الكونغو الديمقراطية |
| 1490       | S/RES/1490(2003) | نص الوثيقة على موقع الأمم المتحدة | الحالة بين العراق والكويت |
| 1491       | S/RES/1491(2003) | نص الوثيقة على موقع الأمم المتحدة | الحالة في البوسنة والهرسك |
| 1492       | S/RES/1492(2003) | نص الوثيقة على موقع الأمم المتحدة | الحالة في سيراليون |
| 1493       | S/RES/1493(2003) | نص الوثيقة على موقع الأمم المتحدة | الحالة المتعلقة بجمهورية الكونغو الديمقراطية |
| 1494       | S/RES/1494(2003) | نص الوثيقة على موقع الأمم المتحدة | الحالة في جورجيا |
| 1495       | S/RES/1495(2003) | نص الوثيقة على موقع الأمم المتحدة | الحالة فيما يتعلق بالصحراء الغربية |
| 1496       | S/RES/1496(2003) | نص الوثيقة على موقع الأمم المتحدة | الحالة في الشرق الأوسط |
| 1497       | S/RES/1497(2003) | نص الوثيقة على موقع الأمم المتحدة | الحالة في ليبيريا |
| 1498       | S/RES/1498(2003) | نص الوثيقة على موقع الأمم المتحدة | الحالة في ساحل العاج |
| 1499       | S/RES/1499(2003) | نص الوثيقة على موقع الأمم المتحدة | الحالة المتعلقة بجمهورية الكونغو الديمقراطية |
| 1500       | S/RES/1500(2003) | نص الوثيقة على موقع الأمم المتحدة | الحالة بين العراق والكويت |
| 1501       | S/RES/1501(2003) | نص الوثيقة على موقع الأمم المتحدة | الحالة في جمهورية الكونغو الديمقراطية |
| 1502       | S/RES/1502(2003) | نص الوثيقة على موقع الأمم المتحدة | حماية موظفي الأمم المتحدة والأفراد المرتبطين بها والعاملين في مجال المساعدة الإنسانية في مناطق الصراع |
| 1503       | S/RES/1503(2003) | نص الوثيقة على موقع الأمم المتحدة | المحكمة الجنائية الدولية ليوغوسلافيا السابقة والمحكمة الجنائية الدولية لرواندا |
| 1504       | S/RES/1504(2003) | نص الوثيقة على موقع الأمم المتحدة | منصبا جديدا للمدعي العام للمحكمة الدولية لرواندا، |
| 1505       | S/RES/1505(2003) | نص الوثيقة على موقع الأمم المتحدة | تعين السيد حسن بوبكر جالو مدعيا عاما للمحكمة الدولية لرواندا اعتبارا من 15 أيلول/سبتمبر 2003 لفترة مدتها أربع سنوات |
| 1506       | S/RES/1506(2003) | نص الوثيقة على موقع الأمم المتحدة | رفع العقوبات المفروضة على الجماهيرية العربية الليبية |
| 1507       | S/RES/1507(2003) | نص الوثيقة على موقع الأمم المتحدة | الحالة بين إريتريا وإثيوبيا |
| 1508       | S/RES/1508(2003) | نص الوثيقة على موقع الأمم المتحدة | الحالة في سيراليون |
| 1509       | S/RES/1509(2003) | نص الوثيقة على موقع الأمم المتحدة | الحالة في ليبيريا |
| 1510       | S/RES/1510(2003) | نص الوثيقة على موقع الأمم المتحدة | الحالة في أفغانستان |
| 1511       | S/RES/1511(2003) | نص الوثيقة على موقع الأمم المتحدة | الحالة في العراق |
| 1512       | S/RES/1512(2003) | نص الوثيقة على موقع الأمم المتحدة | الحالة في راوندا |
| 1513       | S/RES/1513(2003) | نص الوثيقة على موقع الأمم المتحدة | الحالة فيما يتعلق بالصحراء الغربية |
| 1514       | S/RES/1514(2003) | نص الوثيقة على موقع الأمم المتحدة | الحالة في ساحل العاج |
| 1515       | S/RES/1515(2003) | نص الوثيقة على موقع الأمم المتحدة | الحالة في الشرق الأوسط |
| 1516       | S/RES/1516(2003) | نص الوثيقة على موقع الأمم المتحدة | مكافحة الأخطار التي تتهدد السلام والأمن الدوليين من جراء الأعمال الإرهابية |
| 1517       | S/RES/1517(2003) | نص الوثيقة على موقع الأمم المتحدة | الحالة بين العراق والكويت |
| 1518       | S/RES/1518(2003) | نص الوثيقة على موقع الأمم المتحدة | الحالة بين العراق |
| 1519       | S/RES/1519(2003) | نص الوثيقة على موقع الأمم المتحدة | الحالة بين الصومال |
| 1520       | S/RES/1520(2003) | نص الوثيقة على موقع الأمم المتحدة | تقرير الأمين العام عن قوة الأمم المتحدة لمراقبة فض الاشتباك |
| 1521       | S/RES/1521(2003) | نص الوثيقة على موقع الأمم المتحدة | الحالة في ليبيريا وغرب أفريقيا |

## المرجع
1. ↑  "قرارات مجلس الأمن". الأمم المتحدة. مؤرشف من الأصل في 2018-10-23. اطلع عليه بتاريخ 22 شباط / فبراير 2017. {{استشهاد ويب}}: تحقق من التاريخ في: |تاريخ الوصول= (مساعدة)